# Буренка (притока Пізі)
Бу́ренка (рос. Буренка) — річка в Чайковському районі Пермського краю, Росія, права притока Пізі.
Річка починається за 1 км на схід від села Чумна. Протікає на південний схід. Впадає до Пізі на території села Буренка. Нижня течія заболочена. Приймає декілька дрібних приток, найбільша з яких права Бурня. Майже вся течія проходить через лісові масиви.
На річці розташовані села Зипуново та Буренка. У верхній течії створено став, там же збудовано і автомобільний міст.